# Primula dryadifolia
Primula dryadifolia là một loài thực vật có hoa trong họ Anh thảo. Loài này được Franch. miêu tả khoa học đầu tiên năm 1885.